# Hærens Krudtværk
Hærens Krudtværk er en dansk dokumentarfilm fra 1937 med ukendt instruktør.

## Handling
Krudtværkets beliggenhed i Frederiksværk. Bomuld rives og tørres. Bomulden nitreres med salpetersyre og svovlsyre. Skydebomuld sønderdeles i hollænderen og koges. Centrifugering af skydebomuld. Prøver udtages og undersøges i kemisk laboratorium. Fremstilling af røgfrit krudt. Æltning. Udvalsning. Krudtpladerne presses til rør, som anvendes til ladning i større kanoner. Fabrikation af jagtpatroner. Pakning af patroner. Lerdueskydning.